# エドモントン市中央空港
エドモントン市中央空港 (Edmonton City Centre Airport, Blatchford Field Airport) は、かつてカナダ、アルバータ州エドモントンにあった空港。2013年に廃止された。北はイエローヘッド・トレイル、南はキングスウェイ、西は121ストリート、東は北アルバータ工科大学に接していた。エドモントン市中央北部に位置し総面積は約58haだった。同空港はケネス・アレクサンダー・ブラッチフォード元市長に因んでブラッチフォード・フィールドと命名された。エドモントン市中央空港と命名される以前は、エドモントン市営空港 (Edmonton Municipal Airport) として知られていた。

## 歴史
エドモントン市中央空港はチャーター機および非常時の医療輸送、北部への供給ゲートウェイとしての主要空港である。
2009年7月8日、市議会にて空港の段階的閉鎖が決定され、まず2010年に滑走路16/34が閉鎖、2013年11月30日をもって完全に廃止となった。土地は一部は隣接する北アルバータ工科大学が所有し、残りは主に住宅地となる予定である。

### サーキットとしての利用

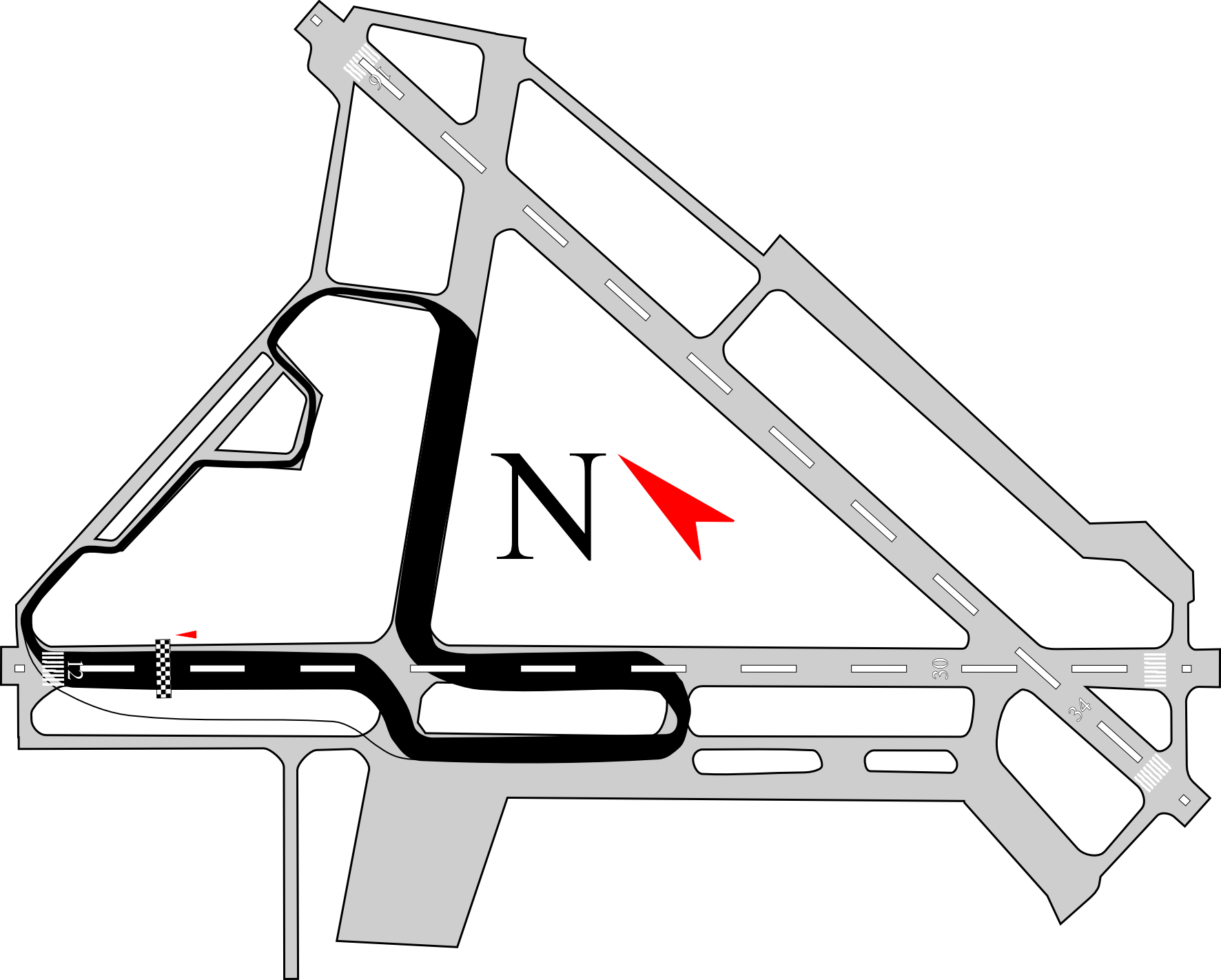
2010年までの特設コースのレイアウト

2011年からの特設コースのレイアウト

2005年から同空港ではチャンプカー・ワールド・シリーズの1戦、エドモントン・インディが開催され、毎年特設のコースが設置された。チャンプカーはインディ・レーシング・リーグ(現IndyCar)と統合したため、2008年から2012年まではインディカー・シリーズとして開催された。旧レイアウトが使われた2011年までは世界でも珍しい「コース全域が現役で稼働する空港の滑走路に置かれるサーキット」であった。2011年には滑走路16/34の閉鎖に伴いコース自体がそちらに移され、全長2.256マイル(3.631km)、13のコーナーを有するものとなり、また空港の存続部分とは完全に分離される形となった。しかし、スポンサー不足により2013年のレースは開催されず、そのまま空港の閉鎖と共に歴史に幕を下ろした。
最大の特徴は全長3/4マイル(1207m)のホームストレートで、ここでの最高速度は200mph(約322km/h)に達する。その手前には180mph(約290km/h)に達するバックストレートがあり、この2本のロングストレートはヘアピンカーブで繋がれている。また、ハードブレーキングが要求される1コーナーやもう一つのヘアピンカーブの5コーナーもあり、ドラフティングとブレーキングの両方でオーバーテイクを試みることができるレイアウトになっている。

## 就航航空会社および目的地
| 航空会社                                         | 就航地                               |
| ------------------------------------------------ | ------------------------------------ |
| エアーコ・エアクラフト・チャーターズ・リミテッド | グランドプレーリー                   |
| エア・ミキソー                                   | フォートマクマレー                   |
| コーポレート・エクスプレス                       | フォートマクマレー                   |
| エンパイア・エアラインズ                         | スレーブレイク                       |
| ケロウナ・フライトクラフト・エア・チャーター     | カルガリー                           |
| ノース・カリブー・エア                           | ボニービル、カルガリー、ピースリバー |
| ノーザン・エア                                   | ピースリバー                         |
| トランスポート・カナダ                           | フォートスミス、ホワイトホース       |

## 参照
1. ↑  Canada Flight Supplement
2. ↑  2008 Annual Report and Financials
3. ↑  Total aircraft movements by class of operation - NAV CANADA towers